# سيد منصور
سيد منصور هي قرية في مقاطعة ميانة، إيران. عدد سكان هذه القرية هو 188 في سنة 2006.